# Sinfonía n.º 32 (Mozart)

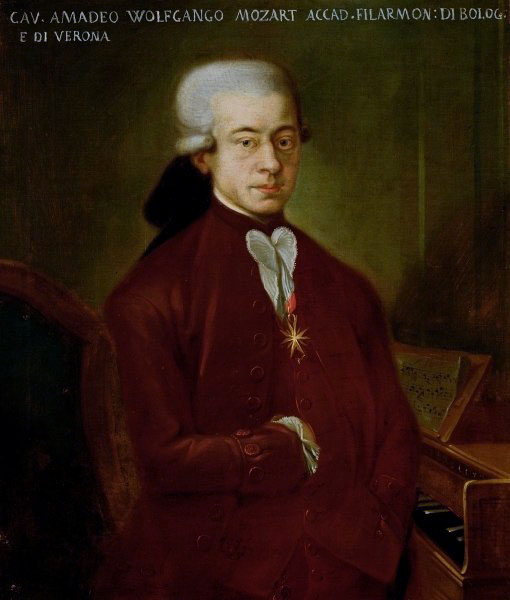
Mozart en 1777.

La Sinfonía n.º 32 en sol mayor, K. 318 fue compuesta por Wolfgang Amadeus Mozart y fechada el 26 de abril de 1779, cuando el compositor tenía veintitrés años.

## Historia

### Contexto

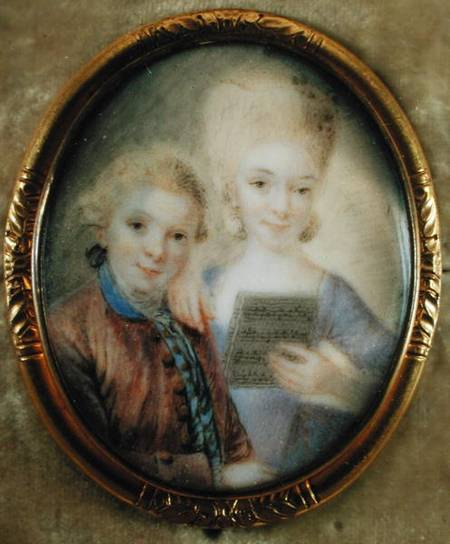
Wolfgang y Nannerl hacia 1763.

La carrera de Mozart como sinfonista había empezado en Londres durante el gran viaje de la familia Mozart por Europa entre junio de 1763 y noviembre de 1766. El padre Leopold Mozart planeó la gira para exhibir a sus prodigiosos hijos, Wolfgang y Nannerl en las principales cortes europeas. En ese tiempo Wolfgang compuso sus primeras obras del género, que tenían una deuda sustancial con las sinfonías de estilo galante italianizante en tres movimientos de Carl Friedrich Abel y Johann Christian Bach; también escuchó las sinfonías de compositores relevantes como Thomas Arne, William Boyce y Giuseppe Sammartini. Posteriormente Leopold y sus hijos pasaron en Viena varios meses de 1768 durante los cuales el joven maestro hizo un esfuerzo consciente por adaptar su estilo sinfónico a los gustos del público vienés, adoptando entre otras cosas la estructura en cuatro movimientos. Una afortunada consecuencia de los largos viajes del compositor en ciernes fue el contacto que le proporcionaron con una generosa muestra representativa de las tradiciones musicales europeas: alemana, británica, francesa e italiana.
El joven compositor y su padre realizaron tres viajes a Italia entre diciembre de 1769 y en mayo de 1773. En este periodo alternó sus visitas con estancias en Salzburgo durante las cuales creó la ópera Mitrídates, rey de Ponto, así como varias sinfonías con apreciable influencia del gusto italiano por la ópera bufa. En 1772 y 1773 el maestro austríaco vivió una etapa de entusiasmo por la escritura sinfónica, produciendo cada año siete nuevas sinfonías (n.º 15 - n.º 27). Después redujo su actividad en este campo y en los dos años siguientes sólo aparecieron tres nuevas piezas del género (n.º 28, 29 y 30).

### Composición
La composición de esta obra se completó el 26 de abril de 1779 en Salzburgo. Posteriormente fue revisada entre 1782 y 1783. Fue la primera sinfonía que Mozart escribió al volver a su ciudad natal tras el largo y nefasto viaje a Mannheim y a París, durante el cual falleció su madre y su única producción relevante fue la Sinfonía n.º 31 "París". Coincidió con el final del periodo que Mozart calificó de "servicio degradante" en la corte de Hieronymus von Colloredo, príncipe-arzobispo de Salzburgo.
Dado que la n.º 32 tiene la forma de una ópera u obertura de opereta, algunos estudiosos han concluido que fue escrita como "sinfonía" u obertura para una de las obras escénicas en las que estaba trabajando durante 1779. Otto Jahn, uno de los primeros biógrafos del compositor, conjeturó que había sido escrita como prefacio de la música incidental para la tragedia Thamos, rey de Egipto, K. 345. El musicólogo Alfred Einstein estaba convencido de que se trataba de la obertura de la ópera inconclusa Zaide, K. 344, y llegó a relacionar varios episodios de esta sinfonía con momentos concretos de la ópera. Ludwig Ritter von Köchel, editor del Catálogo temático de la obra de Mozart (1862) añadió el subtítulo "Ouverture". No obstante, es probable que Köchel reflejase el punto de vista del siglo XIX, que consideraba las oberturas un tipo de pieza distinto de las sinfonías, mientras que en la época de Mozart apenas existía diferencia entre ambas. Por otra parte, para algunos expertos Thamos es demasiado temprana y Zaide es demasiado tardía para que la Sinfonía n.º 32 pueda tener relación alguna con ellas. Las fechas de creación de esas óperas no coinciden con la del manuscrito autógrafo, teniendo en cuenta además que la obertura solía ser la última pieza en ser compuesta para una obra que iba a ser representada. En 1785 Mozart empleó esta sinfonía como obertura para la interpretación en Viena de la ópera La villanella rapita de Francesco Bianchi. Una parte de la partitura autógrafa, que comprende los dos primeros movimientos junto con dos partes separadas para trompetas, se conserva en la actualidad en la Biblioteca Pública de Nueva York y se puede consultar online.

### Estreno y publicación
No se sabe con certeza la fecha y el lugar en que tuvo lugar el estreno de la sinfonía. Sin duda, Mozart interpretó la sinfonía en sus conciertos vieneses de la década de 1780.
La primera edición fue llevada a cabo en 1826-27 por la editorial Kühnel en Leipzig. La partitura completa fue editada en 1880 por Breitkopf & Härtel en Leipzig, que la publicó bajo la denominación Wolfgang Amadeus Mozarts Werke, Serie VIII, No. 32.

## Instrumentación
La partitura está escrita para una orquesta formada por:
- Viento madera: 2 flautas, 2 oboes y 2 fagotes.
- Viento metal: 4 trompas (dos en sol y dos en re) y 2 trompetas en do.
- Percusión: timbales en sol y re.
- Cuerda: una sección de cuerdas con 2 violines (primero y segundo), 2 violas, violonchelo y contrabajo.

Cabe destacar que la amplia orquesta con que cuenta Mozart incluye aquí cuatro trompas en lugar de las dos acostumbradas en una sinfonía clásica. Cada par de trompas está afinado en un tono diferente, lo cual extiende de forma considerable la gama de notas disponibles para el instrumento y otorga a la obra una coloración particularmente brillante y una gran sonoridad. Se trata de la única sinfonía en sol mayor de Mozart que requiere trompetas. No dispone de parte de continuo: los fagotes, los violonchelos y, a veces, los contrabajos tienen partes independientes. No se conservan fuentes autógrafas de la parte de los timbales. En las orquestas de aquella época era una práctica común emplear el fagot y el clavecín, si estaban presentes en la orquesta, para reforzar la línea del bajo o bien como continuo, incluso sin notación separada. Lo mismo se aplica a los timbales, que normalmente aparecían en paralelo con las trompetas (si estaban presentes en la orquesta).

## Estructura y análisis
La sinfonía consta de tres movimientos:
- I. Allegro spiritoso, en sol mayor 4
4
- II. Andante, en sol mayor 3
8
- III. Primo tempo, en sol mayor 4
4

La interpretación de esta obra dura aproximadamente entre 5 y 10 minutos. Sigue el esquema habitual de las oberturas de ópera italianas de la época, un único movimiento tripartito (rápido–lento–rápido) con tres partes que se interpretan una tras otra sin pausa. Pero la forma no es la de una verdadera obertura italiana o una obertura da capo. Esta sinfonía breve y festiva presenta un estilo compacto y continuo, al mismo tiempo que es muy ingeniosa en su forma y enormemente cautivadora en sus ideas.

### I.Allegro spiritoso
El primer movimiento, Allegro spiritoso, está escrito en la tonalidad de sol mayor, en compás de 4/4 y sigue la forma sonata-allegro, pero sin repetición de la exposición. Se detiene con una pausa de toda la orquesta justo cuando el material principal debería entrar para una recapitulación. Los dos grupos temáticos se inician entre material transicional. Aún en el primer movimiento, se inicia un desarrollo que conduce al primer tema de la exposición que es trabajado en numerosas tonalidades. En el momento en que la música está en la dominante y parece que va a caer sobre la tónica para la consabida recapitulación, la música pasa al siguiente movimiento.

### II.Andante
El segundo movimiento, Andante, está en sol mayor y en compás de 3/8. El movimiento lento empieza sin pausa desde el Allegro anterior y adopta la forma rondó, siguiendo el patrón A–B–A'–C–A"–B'. Los apóstrofes indican que las secciones recurrentes son variadas. Con cada reaparición de la sección A se modifica sensiblemente la orquestación. Se percibe una intensa coloración de viento madera. Se abre con acordes fuertes repetidos de toda la orquesta que reciben una respuesta suave por parte de las cuerdas, un recurso que Mozart volverá a emplear nueve años más tarde en su Sinfonía "Júpiter". Le sigue un divertido tema contrastante. El compositor tampoco llega aquí a una conclusión, ya que en el punto en el que se suele escuchar una repetición de la sección A o estribillo del rondó, la música nos conduce directamente al Finale.

### III.Primo tempo
El tercer y último movimiento, Primo tempo, retoma la tonalidad inicial y el compás de 4/4. En el minúsculo Finale Mozart vuelve al tempo inicial Allegro spiritoso y llega al fin la recapitulación, que es inversa y abreviada. Retoma los temas del movimiento inicial, pero en orden inverso con el tema juguetón en primer lugar. La reexposición arranca seis compases antes del retorno del segundo tema. A continuación se cierra la obra de manera natural con una coda. La sorpresa aquí es que la coda es el tema inicial que "faltaba" en la recapitulación, que concluye la obra en un vigoroso estilo de fanfarria.